# Чемпионат Европы по лёгкой атлетике в помещении 1981 — прыжок в высоту (женщины)
Соревнования по прыжкам в высоту у женщин на чемпионате Европы по лёгкой атлетике в помещении в Гренобле прошли 22 февраля 1981 года во Дворце спорта.
Действующей зимней чемпионкой Европы в прыжках в высоту являлась Сара Симеони из Италии.

## Рекорды
До начала соревнований действующими были следующие рекорды в помещении.
| Высшее мировое достижение        | Андреа Матай (Венгрия)    | 1,98 м | Будапешт, Венгрия  | 17 февраля 1979 |
| Рекорд Европы                    | Андреа Матай (Венгрия)    | 1,98 м | Будапешт, Венгрия  | 17 февраля 1979 |
| Рекорд чемпионатов Европы        | Сара Симеони (Италия)     | 1,95 м | Зиндельфинген, ФРГ | 1 марта 1980    |
| Лучший результат сезона в мире   | Джони Хантли (США)        | 1,95 м | Нью-Йорк, США      | 6 февраля 1981  |
| Лучший результат сезона в Европе | Эльжбета Кравчук (Польша) | 1,92 м |                    |                 |

## Расписание
| Дата            | Раунд соревнований |
| --------------- | ------------------ |
| 22 февраля 1981 | Финал              |

Время местное (UTC+2)

## Медалисты
| Золото              | Серебро                 | Бронза              |
| Сара Симеони Италия | Эльжбета Кравчук Польша | Урсула Келян Польша |

## Результаты
Обозначения: WB — Высшее мировое достижение | ER — Рекорд Европы | CR — Рекорд чемпионатов Европы | NR — Национальный рекорд | WL — Лучший результат сезона в мире | EL — Лучший результат сезона в Европе | PB — Личный рекорд | SB — Лучший результат в сезоне | DNS — Не вышла в сектор | NM — Без результата | DQ — Дисквалифицирована

Основные соревнования в прыжке в высоту у женщин прошли 22 февраля 1981 года. В сектор вышли 13 спортсменок. Все три призёрки установили национальные рекорды, а чемпионка Сара Симеони из Италии показала второй результат в истории в помещении.
| Место | Атлет              | Гражданство | Результат | Примечания |
| ----- | ------------------ | ----------- | --------- | ---------- |
| 1     | Сара Симеони       | Италия      | 1,97 м    | WL, NR, CR |
| 2     | Эльжбета Кравчук   | Польша      | 1,94 м    | =NR        |
| 3     | Урсула Келян       | Польша      | 1,94 м    | =NR        |
| 4     | Ульрике Мейфарт    | ФРГ         | 1,88 м    |            |
| 5     | Ясмин Фишер        | ФРГ         | 1,88 м    | PB         |
| 6     | Эмеше Бела         | Венгрия     | 1,85 м    |            |
| 7     | Сузанна Лоренцон   | Швеция      | 1,85 м    | =PB        |
| 8     | Донателла Бульфони | Италия      | 1,85 м    |            |
| 9     | Марина Серкова     | СССР        | 1,85 м    |            |
| 10    | Марьетте Оверватер | Нидерланды  | 1,80 м    |            |
| 11    | Габи Майер         | Швейцария   | 1,80 м    |            |
| 11    | Сандра Дини        | Италия      | 1,80 м    |            |
| 13    | Лидия Бенедетич    | Югославия   | 1,75 м    |            |